# Gentianella cerina
Gentianella cerina är en gentianaväxtart som först beskrevs av Joseph Dalton Hooker, och fick sitt nu gällande namn av T.N. Ho och S.W. Liu. Gentianella cerina ingår i släktet gentianellor, och familjen gentianaväxter. Inga underarter finns listade i Catalogue of Life.